# マグダレーナ・アウグスタ・フォン・アンハルト＝ツェルプスト
マグダレーナ・アウグスタ・フォン・アンハルト＝ツェルプスト（Magdalena Augusta von Anhalt-Zerbst, 1679年10月23日  - 1740年10月11日）は、ドイツのアンハルト＝ツェルプスト家の侯女で、ザクセン＝ゴータ＝アルテンブルク公フリードリヒ2世の妻。

## 生涯
アンハルト＝ツェルプスト侯カール・ヴィルヘルムと、その妻でザクセン＝ヴァイセンフェルス公アウグストの娘であるゾフィーの間の第3子、長女として生まれた。同族の従姪にはロシア女帝エカチェリーナ2世がいる。
1696年6月17日、ゴータにおいてザクセン＝ゴータ＝アルテンブルク公爵家の当主フリードリヒ2世と結婚した。ゴータの宮廷図書館に残された書簡からは、公爵夫妻が愛情深く幸福な夫婦生活を送ったことが窺われる。夫妻の間には、19人もの子が誕生している。フリードリヒ2世は1705年、アルテンブルクに妻の名前に因んだマグダレーナ修道院（Magdalenenstift）を建設している。
マグダレーナは末娘のアウグスタにイギリス王ジョージ2世の嫡男であるウェールズ公フレデリック・ルイスとの縁談が持ち込まれた際、この縁組に反対した。幼い娘がイギリス人に囲まれ、臣下にドイツ語でなく英語で話す生活を強いられることを快く思わなかったのである。

## 子女
- ゾフィー（1697年 - 1703年）

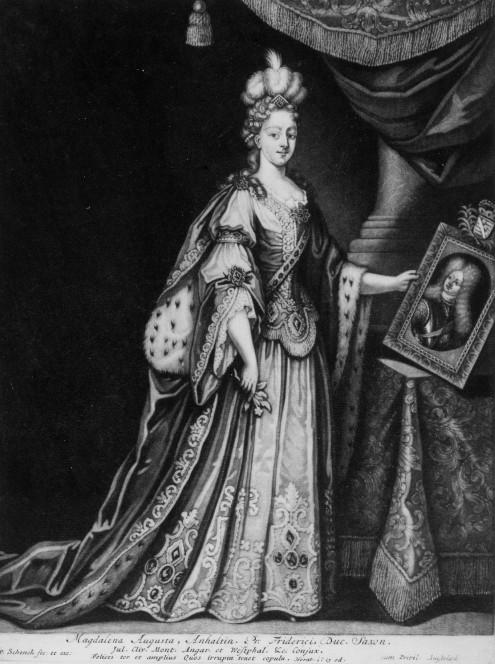
夫の肖像画を手に持つマグダレーナ

- フリードリヒ3世（1699年 - 1772年） - ザクセン＝ゴータ＝アルテンブルク公
- ヴィルヘルム（1701年 - 1771年）
- カール・フリードリヒ（1702年 - 1703年）
- ヨハン・アウグスト（1704年 - 1767年）
- クリスティアン（1705年）
- クリスティアン・ヴィルヘルム（1706年 - 1748年）
- ルートヴィヒ・エルンスト（1707年 - 1763年）
- モーリッツ（1711年 - 1777年） - ザクセン＝アイゼナハ公国摂政
- ゾフィー（1712年）
- カール（1714年 - 1715年）
- フリーデリケ（1715年 - 1775年） - 1734年、ザクセン＝ヴァイセンフェルス公ヨハン・アドルフ2世妃
- マグダレーネ・ジビッレ（1718年）
- アウグスタ（1719年 - 1772年） - イギリス王太子（ウェールズ公）フレデリック・ルイス妃、ジョージ3世生母。
- ヨハン・アドルフ（1721年 - 1799年）